# Tour de Alberta de 2013
A 1.ª edição do Tour de Alberta disputou-se desde 3 a 8 de setembro de 2013.
O percurso incluiu um prólogo inicial em Edmonton e 5 etapas totalizando 810 km. A última etapa realizou-se na cidade de Calgary.
Integrou o calendário do UCI America Tour de 2012-2013 dentro da categoria 2.1.

## Equipas participantes
Participaram 15 equipas: 6 de categoria UCI ProTeam, 2 de categoria Profissional Continental, 6 de categoria Continental e uma seleção do Canadá.
Teve várias figuras do pelotão internacional que tomaram parte nesta 1.ª edição como ser: Cadel Evans, Peter Sagan, Ryder Hesjedal, Robert Gesink entre outros.
| Equipa                                      | Categoria                |
| ------------------------------------------- | ------------------------ |
| Garmin-Sharp                                | UCI ProTeam              |
| BMC Racing Team                             | UCI ProTeam              |
| Orica GreenEDGE                             | UCI ProTeam              |
| Cannondale Pro Cycling                      | UCI ProTeam              |
| Team Argos-Shimano                          | UCI ProTeam              |
| Belkin Pro Cycling Team                     | UCI ProTeam              |
| Champion System Pro Cycling Team            | Profissional Continental |
| UnitedHealthcare Pro Cycling Team           | Profissional Continental |
| Bissell Cycling                             | Continental              |
| Equipe Garneau-Québecor                     | Continental              |
| Jelly Belly presented by Kenda              | Continental              |
| Optum presented by Kelly Benefit Strategies | Continental              |
| Team Smartstop-Mountain Khakis              | Continental              |
| 5 Hour Energy                               | Continental              |
| Seleção do Canadá                           |                          |

## Etapas
| Etapa   | Data          | Percorrido                | Km        | Vencedor               | Líder                  |
| Prólogo | 3 de setembro | Circuito em Edmonton      | 7,3 (CRI) | Peter Sagan            | Peter Sagan            |
| 1.ª     | 4 de setembro | Strathcona County-Camrose | 158       | Peter Sagan            | Peter Sagan            |
| 2.ª     | 5 de setembro | Devon-Red Deer            | 175       | Silvan Dillier         | Peter Sagan            |
| 3.ª     | 6 de setembro | Strathmore-Drumheller     | 169       | Rohan Dennis           | Rohan Dennis           |
| 4.ª     | 7 de setembro | Black Diamond (circuito)  | 169       | Cadel Evans            | Rohan Dennis           |
| 5.ª     | 8 de setembro | Okotoks-Calgary           | 132       | Peter Sagan            | Rohan Dennis           |
|         | Total         | Total                     | 810       | Vencedor: Rohan Dennis | Vencedor: Rohan Dennis |

## Classificações finais

### Classificação geral
| Posição | Ciclista            | Equipa                         | Tempo            |
| ------- | ------------------- | ------------------------------ | ---------------- |
|         | Rohan Dennis        | Garmin Sharp                   | 17 h 48 min 40 s |
| 2       | Brent Bookwalter    | BMC Racing                     | a 18 s           |
| 3       | Damiano Caruso      | Cannondale                     | a 30 s           |
| 4       | Patrick Gretsch     | Argos-Shimano                  | a 31 s           |
| 5       | Robert Gesink       | Belkin                         | a 41 s           |
| 6       | Robert Sweeting     | 5 Hour Energy                  | a 54 s           |
| 7       | Francisco Mancebo   | 5 Hour Energy                  | a 55 s           |
| 8       | Ryan Anderson       | Optum-Kelly Benefit Strategies | a 56 s           |
| 9       | Matthias Friedemann | Champion System                | a 1 min 19 s     |
| 10      | Steven Kruijswijk   | Belkin                         | a 1 min 22 s     |

### Classificação por pontos
| Posição | Ciclista         | Equipa                         | Pontos |
| ------- | ---------------- | ------------------------------ | ------ |
|         | Peter Sagan      | Cannondale                     | 40     |
| 2       | Rohan Dennis     | Garmin Sharp                   | 25     |
| 3       | Luka Mezgec      | Argos-Shimano                  | 24     |
| 4       | Eric Young       | Optum-Kelly Benefit Strategies | 21     |
| 5       | Brent Bookwalter | BMC Racing                     | 21     |

### Classificação da montanha
| Posição | Ciclista         | Equipa            | Pontos |
| ------- | ---------------- | ----------------- | ------ |
|         | Tom Slagter      | Belkin            | 37     |
| 2       | Robert Gesink    | Belkin            | 25     |
| 3       | Nic Hamilton     | Jelly Belly-Kenda | 18     |
| 4       | Rohan Dennis     | Garmin Sharp      | 16     |
| 5       | Brent Bookwalter | BMC Racing        | 15     |

### Classificação dos jovens
| Posição | Ciclista           | Equipa                  | Pontos           |
| ------- | ------------------ | ----------------------- | ---------------- |
|         | Rohan Dennis       | Garmin Sharp            | 17 h 48 min 40 s |
| 2       | Jakub Novak        | BMC Racing              | a 1 min 27 s     |
| 3       | Tom Slagter        | Belkin                  | a 8 min 04 s     |
| 4       | Alexander Cataford | Equipe Garneau-Quebecor | a 8 min 23 s     |
| 5       | Antoine Duchesne   | Seleção do Canadá       | a 8 min 26 s     |

### Classificação do melhor canadiano
| Posição | Ciclista           | Equipa                         | Pontos           |
| ------- | ------------------ | ------------------------------ | ---------------- |
|         | Ryan Anderson      | Optum-Kelly Benefit Strategies | 17 h 49 min 36 s |
| 2       | Alexander Cataford | Equipe Garneau-Quebecor        | a 7 min 27 s     |
| 3       | Antoine Duchesne   | Seleção do Canadá              | a 7 min 30 s     |
| 4       | Ryan Roth          | Champion System                | a 9 min 24 s     |
| 5       | Pierrick Naud      | Equipe Garneau-Quebecor        | a 17 min 21 s    |

### Classificação por equipas
| Posição | Equipa           | Tempo            |
| ------- | ---------------- | ---------------- |
|         | BMC Racing       | 53 h 17 min 43 s |
| 2       | 5 Hour Energy    | a 12 min 13 s    |
| 3       | Belkin           | a 18 min 17 s    |
| 4       | Argos-Shimano    | a 33 min 37 s    |
| 5       | UnitedHealthcare | a 35 min 13 s    |

## Evolução das classificações
| Etapa (Vencedor)            | Classificação geral | Classificação por pontos | Classificação da montanha | Classificação dos jovens | Classificação do melhor canadiano | Classificação por equipas | Prêmio da combatividad |
| --------------------------- | ------------------- | ------------------------ | ------------------------- | ------------------------ | --------------------------------- | ------------------------- | ---------------------- |
| Prólogo (CRI) (Peter Sagan) | Peter Sagan         | Rohan Dennis             | Tom Slagter               | Peter Sagan              | Ryder Hesjedal                    | Garmin-Sharp              | Não se entregou        |
| 1.ª etapa (Peter Sagan)     | Peter Sagan         | Peter Sagan              | Tom Slagter               | Peter Sagan              | Ryder Hesjedal                    | Garmin-Sharp              | Jeremy Powers          |
| 2.ª etapa (Silvan Dillier)  | Peter Sagan         | Peter Sagan              | Tom Slagter               | Peter Sagan              | Ryder Hesjedal                    | BMC Racing                | Serghei Tvetcov        |
| 3.ª etapa (Rohan Dennis)    | Rohan Dennis        | Peter Sagan              | Robert Gesink             | Rohan Dennis             | Ryan Anderson                     | BMC Racing                | Steve Morabito         |
| 4.ª etapa (Cadel Evans)     | Rohan Dennis        | Peter Sagan              | Tom Slagter               | Rohan Dennis             | Ryan Anderson                     | BMC Racing                | Antoine Duchesne       |
| 5.ª etapa (Peter Sagan)     | Rohan Dennis        | Peter Sagan              | Tom Slagter               | Rohan Dennis             | Ryan Anderson                     | BMC Racing                | Adam Farabaugh         |
| Final                       | Rohan Dennis        | Peter Sagan              | Tom Slagter               | Rohan Dennis             | Ryan Anderson                     | BMC Racing                | Não se entregou        |

## UCI America Tour
A corrida ao estar integrada ao calendário internacional americano 2012-2013 outorgou pontos para dito campeonato. O barómetro de pontuação é o seguinte:
| Posição                   | 1.º | 2.º | 3.º | 4.º | 5.º | 6.º | 7.º | 8.º | 9.º | 10.º | 11.º | 12.º |
| Classificação geral final | 80  | 56  | 32  | 24  | 20  | 16  | 12  | 8   | 7   | 6    | 5    | 3    |
| Por etapa                 | 16  | 11  | 6   | 5   | 4   | 2   |     |     |     |      |      |      |
| Líder Geral por etapa     | 8   |     |     |     |     |     |     |     |     |      |      |      |

- Nota:É importante destacar que os pontos que obtêm ciclistas de equipas UCI ProTeam não são tomados em conta nesta classificação, já que o UCI America Tour é uma classificação fechada a ciclistas de equipas Profissionais Continentais, Continentais e amadoras.

Os ciclistas que obtiveram pontos foram os seguintes:
| Ciclista            | Equipa                         | Pontos por a classificação final | Pontos de etapa | Pontos de líder | Total |
| ------------------- | ------------------------------ | -------------------------------- | --------------- | --------------- | ----- |
| Robert Sweeting     | 5 Hour Energy                  | 16                               | -               | -               | 16    |
| Silvan Dillier**    | BMC Racing                     | -                                | 16              | -               | 16    |
| Ryan Anderson       | Optum-Kelly Benefit Strategies | 8                                | 5               | -               | 13    |
| Francisco Mancebo   | 5 Hour Energy                  | 12                               | -               | -               | 12    |
| Serghei Tvetcov     | Jelly Belly-Kenda              | -                                | 11              | -               | 11    |
| Eric Young          | Optum-Kelly Benefit Strategies | -                                | 11              | -               | 11    |
| Matthias Friedemann | Champion System                | 7                                | -               | -               | 7     |
| Nicolai Brochner    | Bissell                        | -                                | 6               | -               | 6     |
| Robert Förster      | UnitedHealthcare               | -                                | 6               | -               | 6     |
| Jakub Novak**       | BMC Racing                     | 5                                | -               | -               | 5     |
| Luke Keough         | UnitedHealthcare               | -                                | 5               | -               | 5     |
| Ben Day             | UnitedHealthcare               | -                                | 5               | -               | 5     |
| Antoine Duchesne    | Seleção do Canadá              | -                                | 4               | -               | 4     |
| Charles Huff        | Jelly Belly-Kenda              | -                                | 2               | -               | 2     |
| Scott Zwizanski     | Optum-Kelly Benefit Strategies | -                                | 2               | -               | 2     |
| Chad Haga           | Optum-Kelly Benefit Strategies | -                                | 2               | -               | 2     |

- Silvain Dillier e Jakub Novak pontuaram para o UCI América Tour porque ainda que correram para uma equipa ProTeam (BMC), fizeram-no em qualidade de stagiaire (aprendiz à prova)..